# Buthus montanus
Espèce
Buthus montanus est une espèce de scorpions de la famille des Buthidae.

## Distribution
Cette espèce est endémique d'Andalousie en Espagne. Elle se rencontre dans la Sierra Nevada vers Nevada, Bérchules, Cádiar et Bayárcal.

## Description
Le mâle holotype mesure 64,2 mm et la femelle paratype 74,4 mm.
Le mâle mesure 64 mm et les femelles de 74 à 80 mm.

## Publication originale
- Lourenço & Vachon, 2004 : « Considérations sur le genre Buthus Leach, 1815 en Espagne, et description de deux nouvelles espèces (Scorpiones, Buthidae). » Revista Iberica de Aracnologia, no 9, p. 81-94 (texte intégral).